# Mussar-Literatur
Als Mussar-Literatur (auch Musar-Literatur) werden bestimmte jüdische theologische und philosophische, oft volkstümlich gestaltete Texte ethisch-moralischen Inhalts bezeichnet. Sie sind orientiert an den Vorschriften der Tora und seit dem 13. Jahrhundert bekannt.
Viele Autoren von Mussar-Werken waren Kabbalisten oder von der Kabbala geprägt. 
Die Musar-Werke bestimmten häufig die religiöse Haltung der jüdischen Leser und deren Ausübung im täglichen Leben.
Geprägt von den Inhalten der Mussar-Literatur entstand im 19. Jahrhundert die Mussar-Bewegung.

## Werke
- Chovot ha-Levavot (Die Pflichten des Herzens), von Rabbi Bachja ibn Pakuda
- Mesillat Yesharim (Der Pfad der Gerechten), von Rabbi Mosche Chaim Luzzatto

Quelle: